# Bűnös Chicago
A Bűnös Chicago (eredeti cím: Chicago P.D.) 2014-ben indult amerikai televíziós sorozat, a Lángoló Chicago spin-offja, a chicagói franchise második része. A sorozat alkotói Dick Wolf és Matt Olmstead, a történet pedig a Chicagoi Rendőrparancsnokság mindennapjait követi nyomon. A főszereplők között megtalálható: Jason Beghe, Jon Seda, Sophia Bush, Jesse Lee Soffer, Patrick Flueger, Marina Squerciati, LaRoyce Hawkins, Archie Kao, Elias Koteas, Amy Morton, Brian Geraghty, Tracy Spiridakos, Lisseth Chavez, Benjamin Levy Aguilar és Toya Turner. 
A sorozatot az Amerikai Egyesült Államokban az NBC sugározza 2014. január 8-a óta, Magyarországon először a Super TV2 tűzte műsorra 2014. október 21-én az első évad első nyolc részét, később, a 9-15. részt  a PRO4 sugározta. A második évadot szintén a PRO4 tűzte műsorra 2015. augusztus 23-a és 2015. november 8-a között. 2017. június 20-a és 2020. október 29-e között a TV2 tűzte műsorra a sorozatot a harmadiktól a hatodik évadig. A hetedik évadot a SkyShowtime mutatta be 2023. február 14-én. A nyolcadik évadtól kezdve ismét a TV2 tűzi műsorra az új epizódokat. 2023. április 10-én az NBC bejelentette a tizenegyedik évadot, amelynek premierje 2024. január 17-én volt, 2024. március 21-én pedig a tizenkettedik évadot, amelynek premierje 2024. szeptember 25-én volt. 2025 májusában bejelentették a tizenharmadik évadot, amelynek premierje 2025. október 1-én lesz.

## Cselekménye
A történet a Chicagoi Rendőrparancsnokság munkájába, annak két külön részlegébe enged bepillantást: a járőrökébe és a nyomozókéba. A különböző bűnügyek felderítése mellett betekintést enged a Henry "Hank" Voight őrmester által vezetett csapat magánéleti nehézségeibe és egymással való viszonyába is. A sorozat a kitalált, 21. kerületre összpontosít, amelyben járőrök és a részleg hírszerző egysége található, Hank Voight őrmester (Jason Beghe) vezetésével akciódús mindennapjaik során, miközben a város békéjének megőrzésére törekszenek. Voightnak meg kell tanulnia alkalmazkodni a változó geopolitikai környezethez, és új stratégiákat kell elfogadnia a bűnözés elleni küzdelemben abban a városban, amelyet szeret.
A többszörös Emmy-díjas executive producer, Dick Wolf és a nagy sikerű Lángoló Chicago és Chicago Med sorozatok mögött álló csapat munkájaként a Chicago PD egy lebilincselő rendőrségi dráma a Chicagói Rendőrkapitányság elit hírszerző egységének tagjairól, akik a város legszörnyűbb bűncselekményei – szervezett bűnözés, kábítószer-kereskedelem, nagy horderejű gyilkosságok és sok más – ellen küzdenek.
A chicagói rendőrség középpontjában Hank Voight őrmester áll, aki a chicagói bűnözés elleni háború helyszínén áll, és rendkívül eltökélt, ugyanakkor bonyolult személyiség.
Összetartó nyomozócsapata osztozik a város biztonsága iránti szenvedélyében, köztük Jay Halstead nyomozó, az elkötelezett és etikus nyomozó, aki korábban Afganisztánban szolgált; Adam Ruzek tiszt, a gyors gondolkodó, aki gyakran a szívével vezet; Kim Burgess tiszt, a rettenthetetlen volt járőrtiszt, akinek kutatásai és éleslátása gyakran a helyes irányba vezeti a csapatot; Kevin Atwater tiszt, a csapat okos és csendesen karizmatikus tagja; és Hailey Upton nyomozó, a tapasztalt nyomozó, akinek kemény viselkedése megfeddi bonyolult érzelmeit.
Trudy Platt őrmester határozott kézzel vezeti a szűk körzetet, bár időnként hagyja, hogy fanyar humorérzéke is felcsillanjon.
A Hírszerző Egység keményen próbára teszi majd magát, miközben megtanulja, hogyan működjön hatékonyan egy új rendőrfőnökkel. Ezenkívül egy új taggal is bővült a sora - Dante Torres tiszttel, aki frissen szabadult a járőrözésből, de megállja a helyét egy nagy személyiségekből álló csapatban.

## Szereplők
| Szereplő                  | Színész                                 | Évad                  | Leírás | Magyar hang |
| ------------------------- | --------------------------------------- | --------------------- | --- | --- |
| Hank Voight               | Jason Beghe                             | 1–12.                 | A chicagói PD hírszerzési egységének rejtélyes főnöke. Brutális, kemény külseje ellenére hűséges az alatta szolgálatot teljesítő zsarukhoz és nyomozókhoz, és rendkívül "elkötelezett" az egysége által kivizsgált bűncselekmények áldozatai iránt egészen addig a pontig, amíg emberi jogi megsértéseket, főként kínzásokat követett el, és nem tartja tiszteletben a törvényt. Először a Lángoló Chicago-ban mutatják be piszkos zsaruként, aki összecsap Matthew Casey CFD hadnaggyal, miután Voight fia, Justin balesetet okoz, amelyben egy tinédzser megbénul, és Casey, aki először volt a helyszínen, tanúskodni akart arról, hogy Justin ittasan vezet. Det letartóztatja. Antonio Dawson azért, mert megpróbálta erőszakkal elhallgattatni Caseyt, de később kiengedték a börtönből, és a Belügyminisztérium visszahelyezte a rendőrséghez. Ennek eredményeként Casey sok kollégája nem kedveli őt, és Casey felettes Boden főnöke szeretet-gyűlölet munkakapcsolatot ápol vele. A Lángoló Chicago-ból végül kiderül, hogy piszkos zsaru alteregója egy bûnözõk és más piszkos zsaruk elfogására irányuló titkos akció része volt. Mielőtt átvette volna a hírszerzés parancsnokságát, Voight a bandaegységben dolgozott. Édesapja, Richard a CPD egykori tisztje volt, akit szolgálata közben öltek meg. Voight özvegy; felesége, Camille néhány évvel korábban rákban halt meg. Fia, Justin a hadseregben szolgált, és a 3. évad utolsó epizódjában meghalt, miközben megpróbált segíteni egy barátjának. Voight 14 évesen érdeklődött Erin Lindsay iránt, és lányaként nevelte fel. | Kőszegi Ákos |
| Erin Lindsay              | Sophia Bush                             | 1–4.                  | A titkosszolgálati egység kemény nyomozója és egykori CI, akit Voight a szárnyai alá vett, amikor fiatalkorú bűnöző volt. Emiatt közelebb áll Voighthoz, mint az egység többi tagja. Az első négy évad fontos szereplője. Van egy féltestvére, Teddy Courtney, akit tizenhárom évesen elkapott egy pedofil gyűrű, és 10 évvel később New Yorkban találtak rá. A 2. évadtól a 4. évadig kapcsolatban volt partnerével, Jay Halsteadtel. A negyedik évad vége felé Lindsayt támadással vádolják, miután lenyomta a pisztolyát egy pedofil torkán a kihallgatószobában; a rendőrségtől való esetleges elbocsátással szemben elfogad egy állásajánlatot a New York-i FBI-nál, és elhagyja Chicagót. | Roatis Andrea |
| Jay Halstead              | Jesse Lee Soffer                        | 1–10.                 | A hírszerző egység nyomozója, aki Lindsay nyomozó partnere volt. A hadsereg egykori őrmestere, bízik képességeiben, és néha beképzeltnek tűnik. Emellett poszttraumás stressz-zavarban is szenved, amely az 5. évadban fokozatosan jelentkezett, később terápiát keresett rá. Dr. Will Halstead a Chicago Med karakterének öccse személyében. Társával, Erin Lindsay-vel volt kapcsolatban a 2. évadtól kezdve, mígnem a 4. évad végén átigazolt a New York-i FBI-hoz. Később a 9. évadban feleségül veszi Hailey Upton nyomozótársát. Olinsky halála és Antonio lemondását követően Halstead Voighté lesz. Később a 10. évad elején lemond a haderőről, miután kiábrándult abból a szürke zónából, amelyben a hírszerző egységnek dolgoznia kell, és visszatér a hadsereghez egy új állásban, bolíviai drogkartellekre vadászva. | Horváth-Töreki Gergely |
| Kelly Severide            | Taylor Kinney                           | 1. 3. 4. 5. 6. 7. 12. | Tűzoltó és a 3. osztag hadnagya a chicagói tűzoltók 51-es tűzoltóságán. Egy szemtelen hadnagy, aki rendíthetetlen álarccal vezeti a mentőosztagot. | Papp Dániel |
| Adam Ruzek                | Patrick John Flueger                    | 1–12.                 | Egy fiatalabb rendőr, akit Olinsky egyenesen az akadémiáról toborzott be, hogy titkos munkát végezzen. Gyakran úgy ábrázolják, mint egy túlbuzgó amatőrt, aki gondolkodás nélkül fejjel belemerül egy helyzetbe. Szülei külön élnek, és megosztotta az idejét apja, "Disco Bob" Ruzek ( Jack Coleman ), a 26. körzet hosszú ideje járőrtisztje, Beverlyben, és édesanyja között Canaryville-ben . Eljegyezte Kim Burgess-t. | Zámbori Soma |
| Kim Burgess               | Marina Squerciati                       | 1–12.                 | Egy korábbi légiutas-kísérőből egyenruhás járőrtiszt , aki Atwater partnere volt. Ezután partnere volt Sean Romannek a távozása előtt. Burgesst a "Called in Dead" című filmben forgatják, és a következő epizódot gyógyulással tölti. Eljegyezte Adam Ruzeket; a kapcsolat később elköteleződési problémák miatt megszakad. Később érzései támadnak Roman iránt, mielőtt San Diegóba költözik. A 4. évadban állást ajánlanak neki az Intelligence-nél, amit el is fogad. | Pupos Tímea |
| Alvin Olinsky             | Elias Koteas                            | 1–5. 11.              | Egy veterán titkos tiszt és Voight barátja, aki korábban vele dolgozott a bandaegységben. Mielőtt csatlakozott volna a haderőhöz, Olinsky az olaszországi Vicenzában állomásozó 173. légideszant-dandár harccsoportban szolgált. Olinsky megemlíti a "Called in Dead"-ben, hogy nyolc megerősített gyilkosságot követett el szolgálata során. Az ötödik évad végén Olinskyt letartóztatják Kevin Bingham meggyilkolása miatt, aki meggyilkolta Voight fiát, Justint, majd később egy ütéssel halálra késelik a börtönben, miközben a tárgyalásra vár. | Rosta Sándor |
| Stella Kidd               | Miranda Rae Mayo                        | 7. 12.                | Tűzoltó és a 81-es teherautó hadnagya a chicagói tűzoltók 51-es tűzoltóságán. | Solecki Janka |
| Kevin Atwater             | LaRoyce Hawkins                         | 1–12.                 | Egyenruhás járőrtiszt, aki Burgess korábbi társa volt, amíg elő nem léptették a hírszerző egységbe. Ő felelős a fiatalabb testvérei, Jordan, és nővére, Vanessa gondozásáért. Miután bátyja a nagy esküdtszék előtt tanúskodik egy bűntényről, amelynek szemtanúja volt, és Vanessát nemi erőszakkal fenyegetik, elküldi őket a nagynénjükhöz Texasba. | Bognár Tamás |
| Trudy Platt               | Amy Morton                              | 1–12.                 | A 21. körzet szarkasztikus őrmestere és a körzet járőrtisztjeinek közvetlen felettese. Mielőtt asztali munkát vállalt volna, egyenruhás járőrtiszt volt, és Dawsonnal dolgozott. Kétszer tette le a nyomozói vizsgát. Platt feleségül vette a Lángoló Chicago karakterét , Randy "Mouch" McHollandot. | Kovács Nóra |
| Antonio Dawson            | Jon Seda                                | 1–6.                  | A Hírszerző Egység nyomozója, aki korábban letartóztatta Voightot zaklatás miatt, és azóta is vele dolgozik. Voighttal ellentétben neki meg vannak szabva, hogy meddig megy el, hogy a bűnözőket eltávolítsa az utcáról, amit az a tény is mutat, hogy arra kéri Halsteadet, hogy akadályozza meg Voightot abban, hogy bárkit is megöljön Pulpo vadászata közben, mert nem akarja, hogy ez a lelkiismeretén sérüljön. Volt feleségével, Laurával két gyermeke van: Diego és Eva. Ő a Lángoló Chicago-karakter Gabriela "Gabby" Dawson bátyja. A 4. évadban állást ajánlanak neki az Állami Ügyészségnél vezető nyomozóként, amit el is fogad. Miután kiábrándult a munkából, az 5. évad első epizódjában visszatér az egységhez. A 6. évadban Antonio a vállsérüléséből való felépüléssel és az oxikodontól való függéssel küzd, amelyet a fájdalom kezelésére szedett. Egy dílernek tartozik, hogy elrabolja, megveri és megerőszakolja a lányát, Antonio, aki túl van oxitozva, bosszúból megöli. Bár Voightnak és Ruzeknek sikerül eltussolni az incidenst önvédelemként, és Antonio sikeresen felépül a rehabon, a polgármester reményében álló felügyelő, Brian Kelton később újra megnyitja az ügyet, hogy leállítsák a hírszerző egységet, és az évadzáróban Antonio visszaesik. miután Ruzeket letartóztatják, miután mindent magára vállalt, hogy megvédje. A 7. évad premierjében kiderült, hogy Voight megtalálta Antonio-t, és bejelentkezett egy rehab klinikára, miközben a karrierjét is megvédi. Több epizóddal később kiderült, hogy Antonio felmondott, és Puerto Ricóba költözött, hogy több időt tölthessen a családjával. | Mészáros Béla |
| Sylvie Brett              | Kara Killmer                            | 2–7.                  | Sylvie Casey (született: Brett) mentősként dolgozik Oregonban. Korábban a chicagói tűzoltóság 51-es tűzoltóságának 61-es mentőautójának vezetője volt. Sylvie Brett egy fiatal mentős, aki egy indianai vidéki tűzoltóságról került az 51-es tűzoltóságra, miután hirtelen felbomlott a szerződése. Leslie Shay-t váltotta, aki egy robbanásban halt meg. Hamarosan összebarátkozott az 51-es tűzoltóság minden dolgozójával, és azóta is számos tűz- és vészhelyzeti bejelentés során segíti a rászorulókat. | Kardos Eszter (2. évad 3. rész) Mezei Kitty (6. évad 15. rész) |
| Hailey Upton              | Tracy Spiridakos                        | 4. 5–11.              | Egy kemény korábbi rablás-gyilkossági nyomozó, és Erin Lindsay helyettese New York-i távozása után. Uptont a 7. évad 18. részében, a "Lines"-ben áthelyezik az FBI New York-i irodájába, hogy ideiglenesen titkos ügynököt töltsön be. Remek kapcsolatokat ápol CI-ivel, és sok mindent megtesz, hogy megvédje őket. A 7. évad sötét fordulata ellenére többnyire „a könyv szerint” nyomozó. Hozzáment az egykori nyomozóhoz, Jay Halsteadhez, de a 11. évad elején elváltak. Miután a 10. és 11. évad során több traumatikus eseményen ment keresztül, köztük Voight megmentése egy sorozatgyilkostól az utóbbi évad végén, elhagyja a Chicago PD-t. | Sallai Nóra 1. hang Bálint Adrienn 2. hang |
| Dante Torres              | Benjamin Levy Aguilar                   | 9–12.                 | Egy bonyolult múlttal rendelkező újonc, akit Halstead nyomozó szárnyai alá vettek fel. | Czető Ádám |
| Vanessa Rojas             | Lisseth Chavez                          | 7.                    | Az újonc és Antonio Dawson pótlása a lemondását követően. Korábban egy titkos műveleti egységnél dolgozott. Egy okos, kitartó, és rettenthetetlen beépített rendőr. A szervezett bűnözés elleni osztályra osztották be, majd Voight őrmester toborozta a hírszerző egység tagjává. | Nádasi Veronika |
| Sean Roman                | Brian Geraghty                          | 2–3. 7.               | Egy pimasz járőrtiszt, aki Burgess-szel társul, miután átigazolt a 2-1-be a 31. körzetből. Jenn Cassidyvel való kapcsolata miatt költöztek át. Spencer Grammer, aki most K-9 tiszt tagja, nehogy megszegje a testvériség szabályait. Saját biztonsági cége van az oldalán. Miután a szolgálat teljesítése közben megsebesült, és az osztály úgy érzi, nem tud visszatérni járőrözni, felmond, és úgy dönt, hogy csatlakozik a San Diego-i rendőrséghez. | Czető Roland |
| Greg "Mouse" Gerwitz      | Samuel Hunt                             | 1–4.                  | A hírszerző egység műszaki és felügyeleti szakértője, aki Jin nyomozót váltja. A hadsereg ugyanabban az egységében szolgált, mint Halstead. Miután ráveszi Voightot, hogy töröljék ki a bűntényt, lemond a hírszerzésről, hogy újra jelentkezzen a hadseregbe. | Moser Károly |
| Sheldon Jin               | Archie Kao                              | 1.                    | Technológiai és felügyeleti szakértő. Edwin Stillwell belügyi őrmesternél dolgozik, akinek befolyása volt az együttműködésre. Meggyilkolva találják meg az első évad záró epizódjában, az "A Beautiful Friendship"-ben. | Molnár Áron |
| Christopher Herrmann      | David Eigenberg                         |                       | Az 51 éves Gabby Dawson kollégája és a Molly's tulajdonosa. Leginkább a Molly's jeleneteiben jelenik meg, ahol italokat szolgál fel és beszélget a mecénásokkal. | Fazekas István |
| Justin Voight             | Josh Segarra                            | 1–3.                  | Henry "Hank" Voight nyomozó őrmester és néhai felesége, Camille fia volt. Egyike volt az ikrek közül; ikertestvére halva született. Apa és fia viszonya feszült, mert Justin gyakran kerül bajba. A Lángoló Chicago-ban említik először, amikor Boden tűzoltói kimentettek egy fiút és az apját, akik majdnem végzetes balesetet szenvedtek Justin ittas vezetése miatt. Miután kiderült, hogy a fiú most bénult , egy dühös Matthew Casey hadnagy , akinek teherautó-társasága válaszolt a hívásra, feljelentést tesz, és Voight nyomozó megfenyegeti, hogy visszavonja nyilatkozatát. Az eset hosszan tartó haragmeccshez vezetne kettejük között. Justin máskor is összeütközésbe került a törvénnyel, és rövid ideig börtönben volt. Apja és nevelt nővére, Erin Lindsay megpróbálták rendbe hozni, de sikertelenül. Végül apja arra kényszeríti, hogy jelentkezzen be az amerikai hadseregbe, hogy fegyelmet tanuljon, elkerülje a bandákat és nemrég szabadult volt cellatársa rossz befolyását. Justin távozása után Voightot Justin barátnője, Olive Morgan segíti, mert utóbbiról egy ideje nem hallott (feltehetően nem tudta, hogy Voight a helyszínen kényszerítette Justint, hogy jelentkezzen be). Amikor megtudja, hogy Olive terhes Justin gyermekével, Voight felkeresi őt. Olive-ot a bosszúálló bűnözők arra kényszerítik, hogy kicsábítsa Voightot, és majdnem meghal. Ő és a baba túlélték a támadást a férfiakkal, akikkel a hírszerzés foglalkozik. Justin rövid időre visszatér Chicagóba szabadságra, miután értesült az incidensről, és biztosítja apját, hogy eltartottjának nyilvánítja Olive-ot, és hozzáköltözteti. Voight odaadja neki Camille gyűrűjét, amikor Justin „becsületes nőt akar csinálni belőle”. A 3. évadban kiderül, hogy Olive egy Daniel nevű fiút szült, és ő és Justin összeházasodtak. A 3. évad fináléjában Justin súlyosan megsérül, miután segíteni próbált egyik seregtársa özvegyének, és kómában marad. Soha nem tért magához, és apja beleegyezésével leveszik róla a létfenntartót. Hank megbosszulja fia halálát azzal, hogy a gyilkosa után megy, és megöli. | Horváth Illés |
| Dr. Will Halstead         | Nick Gehlfuss                           |                       | Jay Halstead bátyja, a Gaffney Chicago Medical Center orvosa. Először a Say Her Real Name című epizódban mutatták be, amikor hazatért Chicagóba, és megpróbált megállítani egy bárban zajló verekedést, amikor az incidenshez hívott rendőr felismerte a vezetéknevét, és felhívta Plattot, hogy figyelmeztesse Jayt. Kezdetben visszaköltözik New York Cityből, miután partnerei "kirúgták" egy praxisból, majd a Chicago Med-nél kap munkát, hogy elmondja Jaynek, hogy az első nap után visszatér New Yorkba.A Chicago PD " Get Back to Even " című epizódjában Will elmondja bátyjának, hogy úgy döntött, marad, mivel a Chicago Mednek sürgősségi orvosokra volt szüksége. A testvérek szoros kapcsolatban állnak egymással, és útjaik többször keresztezték egymást Jay nyomozásai során. | |
| Kiana Cook                | Toya Turner                             | 12.                   | Egy korábbi taktikai tiszt, akit felettese lefokozott járőrszolgálatra, miután észrevette, hogy a tiszt hajlamos elkerülni a valódi munkát a nyugdíja megőrzése érdekében. Felkelti a hírszerzés figyelmét, miután segít elfogni legújabb tagjuk, Emily Martel nyomozó gyilkosát, majd később Voight is felveszi, miután segített egy olyan ügyben, amelyben tizenéves lányok ölték meg bántalmazóikat. | |
| Dr. Daniel Charles        | Oliver Platt                            |                       | A Chicago Medical Center pszichiátere. Erin Lindsay-t Voight arra kényszeríti, hogy tanácsot kérjen Dr. Charlestól a jelvény visszaszerzése feltételeinek részeként. Bár nem titkolja, hogy nem szereti a zsugorodást, nagyra értékeli Dr. Charles együttérzését és őszinte vágyát, hogy segítsen neki. Dr. Charles a pszichológiailag instabil bűnözőket érintő ügyekben is segítette a csapatot. | Harmath Imre |
| Detective Julia Willhite  | Melissa Sagemiller                      |                       | Antonio Dawson partnere volt. Feltűnt a Lángoló Chicago-ban (1 epizód) és ebben a sorozatban is. A karaktert a Chicago PD premierjén megölik, és Voight nyomozó Belden hadnaggyal való viszályának katalizátora. Őt halottnak nyilvánították, miután Belden döntése, hogy visszatartja az információkat, visszaüt, és ennek következtében ő és Dawson csapdába esnek. Férje, Dr. Alec Willhite (Erik Hellman) szintén feltűnt a Fire és a PD több epizódjában. A párnak két gyermeke van. | Zsigmond Tamara |
| Laura Dawson              | America Olivo                           | 1. 6.                 | Antonio volt felesége. | |
| Gabriela Dawson           | Monica Raymund                          | 1–5.                  | Antonio Dawson húga. Mentős a 61-es mentőnél, és korábban tűzoltóként dolgozott a 81-es teherautónál az 51-es Firehouse-ban, néhány háztömbnyire testvére kerületétől. Terhesség alatt ( Casey hadnagy gyermekével) ideiglenesen gyújtogatásra osztották be. Ő, Herrmann és Otis közösen birtokolják és vezetik a Molly's-t, egy kis bárt, amelyet a chicagói franchise mind a négy műsorának szereplői látogatnak. | Sallai Nóra (1. évad 2. rész) (2. évad 13. rész) (2. évad 16. rész) (3. évad 13. rész) (5. évad 16. rész) Sánta Annamária (4. évad 7. rész) (4. évad 21. rész) (5. évad 3. rész) |
| Leslie Shay               | Lauren German                           | 1.                    | Gabby Dawson partnere a 61-es Ambulance-nál és a kijelölt sofőr. Tapasztalt mentős, akit az 51 fős, többségében férfiakból álló legénység kedvel, és gyakran látják tréfálkozni és lovagolni velük a társalgóban állásidőben. Ő és Kelly Severide szobatársak egy lakásban, és a legjobb barátok. Shay nyíltan meleg, gyakran sütött ezzel kapcsolatban önbecsmérlő vicceket, és kapcsolatba bonyolódik volt szeretőjével, Clarice-szel, akit legutóbb egy férfi vett feleségül, és teherbe esett. Nagyon hűséges a barátaihoz, különösen Kellyhez, akiért többször kockára tette az állását. Az 1. évad vége és a 2. évad elején mesterséges megtermékenyítéssel próbál gyermeket vállalni Kellyvel, de a folyamat kudarcot vall. Dawsonnal is közel áll, de szakadás támad köztük, amikor Dawson nem tud mellette lenni egy férfi öngyilkossága miatti bűntudat spiráljában. Ezután egy lánnyal keveredik, akivel találkozik, Devonnal, akit nagyon szeret, de mindennek vége szakad, amikor Devon kirabolja Shayt és szobatársait, Severide-ot és Otis-t. Shay eltűnik, és Severide megpróbálja megkeresni. Dawson segítségét kéri, és amikor Dawson rátalál, újra fellángolják barátságukat, és Shay visszamegy a Firehouse 51-be. A második évad sziklásakasztós évadzárójában bekövetkezett baleset következtében Shay súlyosan megsérül egy épület felrobbanásakor. A harmadik évad premierjében, az " Always "-ben meghal. Halála az egész tűzoltóházat érinti, hiszen mindenki körében népszerű volt, és a főként férfi legénység is kedvelte. Az ezt követő nyomozás és Severide saját megfigyelései felfedik, hogy Shayt meggyilkolták. A chicagói rendőrség nyomozói a tüzet később több évtizedes, megoldatlan gyújtogatási üggyel hozták összefüggésbe. A nyomozás bebizonyítja, hogy Shay gyújtogatója és gyilkosa Trenton Lamont, Adrian Gish és Ross Mcgowan álnevei alatt. Shay-t végleg megbosszulják, amikor Lamontot később megöli Antonio Dawson, a chicagói rendőrség nyomozója. | Zakariás Éva |
| Maggie Lockwood           | Marlyne Barrett                         | 3–4.                  | A Gaffney Chicago Medical Center sürgősségi osztályának felelős ápolója Chicagóban, Med. megyében. A főnővér, aki ismeri a személyzet szívét, és mindenkiét, aki átlépi a sürgősségi osztály ajtaját. Szerepel a Lángoló Chicagoban és a Chicago Medben is. | Kocsis Mariann (4. évad. 3. epizód) (4. évad 4. epizód) |
| D'Anthony                 | Isaac White                             |                       | Egy banda fiatal tagja volt, akit egy rajtaütés során találtak meg egy szekrényben. Egy razzia során a csapat felfedezi a banda fiatal tagját, D'Anthonyt a szekrényben. Nem hajlandó sok információt átadni, de Voight odaadja neki a kártyáját, hátha meggondolja magát. Később Voightot hívja egy sérült D'Anthony, aki védelemért cserébe feladja a " Pulpo " nevet. A Chin Check- ben Voight továbbra is segít D'Anthonynak, miután gengszter unokatestvére megpróbálja rákényszeríteni őt a bűnös életre. Később Voight és Alvin elrabolják Trayzellt, és addig verik, amíg meg nem engedi D'Anthonynak, hogy szabad maradjon. Hank később elviszi D'Anthonyt a nagynénjéhez, és 5000 dollárt ad neki, hogy vigyázzon rá, és gondoskodjon a szükségleteiről. D'Anthony köszönetet mond az őrmesternek tettéért, és megígérte, hogy Pittsburghben megtartja a tetteit, Hank pedig viccesen megfenyegeti, hogy utána jön, ha nem tartja be az ígéretét. | Berkes Bence |
| Ray Price                 | Wendell Price                           | 5–7.                  | Képviselőként indult Chicago polgármesteri posztjáért, amikor felesége lelőtte Blair Williamst és Dennis Reed tiszteletest. Felesége védelme érdekében Ray bevallotta, és hét év börtönbüntetésre ítélik másodfokú gyilkosságért a chicagói rendőrségen. | Vida Péter |
| Brian "Otis" Zvonecek     | Yuri Sardarov                           |                       | Az 51 éves Gabby Dawson és Herrmann kollégája, valamint a Molly's tulajdonosa. Dawsonhoz és Herrmannhoz hasonlóan az ő megjelenése is főleg a Molly's-ban zajló jelenetekre korlátozódik, amikor italozás közben beszélget a látogatókkal. A " The Docks " című epizódban segített az Intelligenciának lefordítani némi orosz nyelvet, miközben a csapat néhány orosz maffiózó után nyomozott, akik nem beszéltek angolul. | Turi Bálint |
| Bruce Belden hadnagy      | Kurt Naebig                             |                       | Az Erőszakos Bűnözés Elleni Osztálytól és Voight ellenségétől származott. A sorozat premierjén visszatartja az információkat Voight csapatától, így Willhite és Dawson nyomozók csapdába esnek, és Willhite ennek következtében meghal. Voight Beldent okolja a haláláért. Belden gyakran összeüti a fejét Voighttal a Pulpo tok felett. Kiderült, hogy Pulpo rájátszott Belden túlbuzgóságára, hogy „könyv szerint” játsszon, és minden adott esetben ellentmondjon Voightnak. Meggyilkolják, amikor Pulpo elszökött a rendőrségi őrizetből. | Fesztbaum Béla |
| Adres "Pulpo" Diaz        | Arturo del Puerto                       |                       | Egy drogbáró és bűnöző, azért kapta a becenevet, mert "mindenhol volt keze". Kettős amerikai és kolumbiai állampolgársággal rendelkezik, és állítólag egy medellíni kartellnek dolgozik. A " Stepping Stone " című sorozat pilotjában Pulpo a Voight és az Intelligence Unit nyomozásai után érdeklődik erősen, miután felfedeznek két halott drogdílert, akiket lefejeztek, és a fejüket jól láthatóan kirakták a közelben. Hank és Alvin kis híján megöli, miután majdnem megölte Antonio-t, amikor elszökött a rendőrségi őrizetből. Azonban visszaküldik a börtönbe, miután Jay rávette Hanket és Alvint, hogy kíméljék meg. | Kapácsy Miklós |
| Nadia Decotis             | Stella Maeve                            | 1–2.                  | Egy 18 éves egykori kísérő és rabja, akinek Lindsay megpróbál segíteni, és sikerül neki. Később a hírszerző egység polgári adminisztratív segédje lesz, és rendőrnek tanult. Dr. Gregory Yates gyilkolta meg az Esküdt ellenségek: Különleges ügyosztály 16. évadának "Daydream Believer" című epizódjában, amely az évad második SVU/Chicago crossover eseményének a befejezése. | |
| Emma Crowley              | Barbara Eve Harris                      | 3–4.                  | A 21. körzet jelenlegi parancsnoka. Őt Katherine Brennan első helyettes váltotta fel, miután Voight részt vett Alvin Olinsky gyilkosának lelövésében. | Andresz Kati |
| Fischer parancsnok        | Kevin J. O' Connor                      | 2–3.                  | A 21. körzet parancsnoka, aki Ron Perryt követi nyugdíjba vonulása után. Helyére Crowley parancsnok került a kerület rossz közvélemény-képe miatt. | |
| Ellie                     | Danika Yarosh                           | 4.                    | | Dögei Éva |
| Ron Perry                 | Robert Wisdom                           | 1–2.                  | A 21. kerület volt parancsnoka. A második évad elején visszavonult, majd a „Born into Bad News” évadzáró epizódban meghalt. | |
| Barbara "Bunny" Fletcher  | Markie Post                             | 2–4.                  | Lindsay anyja. Lindsay FBI- állást vállalt New York-ban azzal a feltétellel, hogy édesanyja a 4. évad végén nem került börtönbe kábítószer-kereskedelemért. | |
| John Waddell              | Patrick Thompson                        | 7.                    | | Szatmári Attila |
| Chris Agos                | Steve Kot                               | 2.–                   | Állami helyettes államügyész. | |
| Edwin Stillwell           | Ian Bohen                               | 1–2.                  | A Voight új belügyi kezelője. Letartóztatták, miután kiderült, hogy köze volt Jin meggyilkolásához. | |
| Marley McCoy              | Sophia Ntovas                           | 4.                    | | Sallai Nóra |
| Lexi Olinsky              | Alina Taber                             | 1–4.                  | Alvin Olinsky lánya. Raktártűz során szerzett sérüléseibe belehalt. | |
| Michelle Sovana           | Madison McLaughlin                      | 2.                    | Alvin Olinsky lánya, aki a második évad végén jelenik meg. Állítólag annak a nőnek a lánya, akivel Olinsky kapcsolatban állt, de Olinsky elveti annak a DNS-tesztnek az eredményeit, amelyet az apaságának megállapítására rendelt. | |
| Fiatal Kevin              | Brantley Peirick                        | 7.                    | | |
| Tonya Whitley             | Meg DeLacy                              | 4.                    | | Lamboni Anna |
| Mia Sumner                | Sydney Tamiia Poitier                   | 1.                    | Új tagja a hírszerzési csapatnak. Később erőszakkal áthelyezik a "The Docks"-ba, és Atwater váltja fel. | |
| Claire Meyers             | Joanna Whicker                          | 7.                    | | |
| Meredith Olinsky          | Melissa Carlson                         |                       | Alvin Olinsky elhidegült felesége. | |
| Carmen                    | Beatriz Jamaica                         | 5.                    | | Nádasi Veronika |
| Dr. Alec Willhite         | Erik Hellman                            | 1–3.                  | A Chicago Med orvosa és Julia Willhite nyomozó özvegye, miután Pulpo megölte a kísérleti epizódban. | |
| Mark Jefferies            | Carl Weathers                           |                       | Államügyész. | |
| Diego Dawson              | Zach Garcia                             | 1–3.                  | Antonio fia. | |
| Kenny Nolan               | Brent Sexton                            | 7–8.                  | A chicagói rendőrség őrmestere volt a chicagói rendőrségnél. | |
| Eric McKenzie             | Gino Pesi                               | 7.                    | | |
| Tom Doyle                 | Mickey O'Sullivan                       | 6–7.                  | | |
| Jeffrey Alan Hill         | Matt DeAngelis                          | 7.                    | | |
| Lisa Page                 | Whitney Johnson                         | 7.                    | | |
| Ben Reynolds              | Aaron Roman Weiner                      | 7.                    | | |
| Eva Dawson                | Maya Moravec                            | 1–2.                  | Antonio lánya. | |
| Eva Dawson                | Ariana Chantelle Cordero                | 5–6.                  | Antonio lánya. | |
| Price nyomozó             | Mark Alex Hanna                         | 2–6.                  | Gyilkossági ügyeket vizsgál. | |
| Kenny Rixton              | Nick Wechsler                           | 4.                    | Nyomozó. | |
| Denny Woods               | Mykelti Williamson                      | 4–5.                  | Voight korábbi partnere, aki mindent megtesz, hogy tönkretegye karrierjét, miután Voight ellene fordult egy ügyben. Letartóztatták, mert megvesztegetett egy tanút az ötödik évad fináléjában, a "Hazatérés"-ben. | |
| Alderman Ray Price        | Wendell Pierce                          | 5–7.                  | Price majdnem Chicago polgármestere lett (Brian Keltonnal szemben), mígnem börtönbe került két olyan személy meggyilkolása miatt, akik felfedhették volna lánya kapcsolatát egy másik személy halálában. Potenciálisan tönkretenné az esélyét, hogy elnyerje a polgármesteri tisztséget. | |
| Nellie Carr               | Flavia Pallozzi                         | 3.                    | | Kardos Eszter |
| Sammy Logan               | Luke Slattery                           | 7.                    | | |
| Brian Kelton              | John C. McGinley                        | 6.                    | Egy korrupt rendőrfelügyelő, aki a chicagói polgármesteri tisztségért indul a rendőrséget támogató platformmal. A hatodik évad fináléjában, a "Reckoning"-ban gyilkolták meg, később kiderült, hogy Katherine Brennan főfelügyelő-helyettes. | |
| Katherine Brennan         | Anne Heche                              | 6–7.                  | Kelton kezdetben támogató jobbkeze, akinek támogatottsága csökkenni kezd, miután szélsőségesen rendőrpárti platformja, és korrupt ügyletei, kampánypolitikái és módszerei kezdenek felbukkanni, miközben indul a polgármesteri tisztségért. Végül meggyilkolja őt a választás éjszakáján, miután rájön, hogy elkerülhetetlen győzelme tönkreteszi a várost, és Voight először úgy dönt, hogy megengedi neki, hogy a saját feltételei alapján öngyilkosságot kövessen el a házában. Halstead és Upton azonban Voight mögé állnak, megakadályozzák, hogy kioltsa az életét, és letartóztatják. | |
| Mira Davis                | Brianne Tju                             | 7.                    | | Törtei Tünde |
| Carmine Lupino            | Carmen Bertucci                         | 2–4.                  | Hank Voight egyik „barátja”, aki mindig kész segíteni, ha kell, de fizet érte. Emellett súlyos illegális tevékenységekben is érintett a chicagói rendőrségen. | |
| Jason Crawford            | Paul Adelstein                          | 7.                    | Kelton utódja a felügyelői poszton. | |
| Darius Walker             | Michael Beach                           | 7.                    | üzletember és drogdíler, aki azt állítja, hogy szolgálatot tesz a helyi fekete közösségnek tiltott üzleteivel és Hank Voight CI-jével. | |
| Alisha                    |                                         | 7.                    | | Solecki Janka |
| Nick Morella              | Dennis Flanagan                         | 7.                    | | |
| Samantha Miller           | Nicole Ari Parker                       | 8–9.                  | Helyettes felügyelő, a rendőrségi reform progresszív, lelkes híve, aki segíteni akar a Voightnak és a hírszerzésnek, hogy alkalmazkodjanak a rendőri brutalitás minimalizálásának új valóságához. Korán világossá teszi, hogy az új rendőrségi irányelvek és protokollok megsértése nem tolerálható. | |
| Andre Cooper              | Cleveland Berto                         | 8.                    | Egy tiszt, aki visszautasított egy leendő Wall Street-i állást, hogy csatlakozzon a chicagói rendőrséghez. | |
| Chelsea Roberts           | Erin Lovelace                           | 7.                    | | Erdős Borcsa |
| Marie Stilman             | Kerry Cahill                            | 7.                    | | |
| Jordan Atwater            | Kylen Davis                             | 7.                    | Kevin Atwater és Vanessa Atwater testvére, Lew Atwater fia. | |
| Liza Radley               | Nikki Lynette                           | 7.                    | | |
| Nina Chapman              | Sara Bues                               | 9–12.                 | Államügyész-helyettes a chicagói rendőrségen. | Zakariás Éva |
| Anna Avalos               | Carmela Zumbado                         | 9.                    | Egy CI és egy kisfiú egyedülálló anyja, akit Voight beszervez a Los Temidos bandához, hogy megbuktassa őket. Az elfedettség miatti stressz azonban megviseli őt, különösen azután, hogy a beavatása részeként a banda tagjai csoportosan megerőszakolták. Végül a kilencedik évad fináléjában derül ki, éppen akkor, amikor az Intelligence Unit lerombolja a bandát, és Upton lelövi, és megöli a vele és Voighttal való ütközetben. | |
| Deborah Meyer             | Kate Hodge                              | 3.                    | | Kisfalvi Krisztina |
| Ramiro Lopez              | Adrian Matilla                          | 7.                    | | |
| Lew Atwater               | Erik LaRay Harvey                       | 10–11.                | Kevin Atwater, Jordan Atwater és Vanessa Atwater apja. | |
| Tianna Burrows            | Ashley D. Kelley                        | 10.                   | | Nádasi Veronika |
| Rachel "Tana" Meyer       | Julia Rose Duray                        | 3.                    | | |
| Ben Wilcomb               | William Cranley                         | 7.                    | | |
| Teresa Westbrook          | Patrice Covington                       | 11.                   | | Makay Andrea |
| Lonzo Rodriguez           | Octavio Rodriguez                       | 10.                   | | |
| Mike Cortez               | Teddy Canez                             | 10.                   | | |
| Arturo Morales            | Robby Ramos                             | 10.                   | | |
| Marlene Bagley            | Tyla Abercrumbie                        | 10.                   | | |
| Jamie Bagley              | Tireni Oyenusi                          | 10.                   | | |
| Felipe Ochoa              | Gustavo Marquez                         | 10.                   | | |
| Sergio Navarro            | Anthony Lee Medina                      | 10.                   | | |
| Mia Ramos                 | Sharlene Cruz                           | 10.                   | | |
| Christopher Egan          | Jack Ball                               | 10.                   | | |
| Eddie Ochoa               | Manny Galan                             | 10.                   | | |
| Ruby Bertinelli           | Sarah Rich                              | 10.                   | | |
| Janessa Thompson          | Christal Luster                         | 10.                   | | |
| Mark Vicente              | Ski Carr                                | 10.                   | | |
| Lee Byers                 | Jack DiFalco                            | 10.                   | | |
| Meredith Elli             | Maurice Marvel                          | 10.                   | | |
| Jessica Owings            | Kaitlin Mesh                            | 10.                   | | |
| Kate Hammond              | Samantha Steinmetz                      | 10.                   | | |
| Dale Griffith             | Ryan Dorsey                             | 10.                   | | Szatmári Attila |
| Adam Lindo                | Carlos Zapataro                         | 10.                   | | |
| Mama Castillo             | Socorro Santiago                        | 10.                   | | |
| Oscar Guzman              | Miles Coreas                            | 10.                   | | |
| Ken Mao                   | Kevin Phan                              | 10.                   | | |
| Philipp Morrison          | Mcabe Gregg                             | 11.                   | | |
| Marcus West               | Sammi Rotibi                            | 7.                    | | |
| Gloria Perez              | Yara Martinez                           | 11–12.                | A chicagói rendőrségen drogkereskedő, Rafael Perez felesége volt. | |
| ASA Nina Chapman          | Sara Bues                               | 9.–                   | Államügyész-helyettes. | |
| Jennifer Spencer          | Chandra West                            | 4.                    | Az FBI különleges ügynöke, aki letartóztatja Bunny Fletchert, és állást ajánl Erin Lindsay-nek az FBI-nál a chicagói rendőrség Fork in the Road című sorozatában. | Mezei Kitty |
| Vanessa Atwater           | Zoe Ishmael (1–4. évad) Bobbi MacKenzie | 1. 2. 4. 5.           | Lew Atwater lánya, Kevin Atwater és Jordan Atwater testvére. | |
| Phoebe Thompson           | Madelyn DePorter                        | 11.                   | | |
| George "Butchie" Tyson    | Petey McGee                             | 11.                   | | |
| Terrence Hayes            | Al'Jaleel McGhee                        | 11.                   | | Varga Rókus |
| Patrick O'Neal            | Michael Gaston                          | 10.                   | A részleg új vezetője, aki kezdetben jól dolgozik az Intelligence Unit mellett, mígnem fia, Sean nyomozásba kezd kiskorú lányok szexuális zaklatása és kereskedelme miatt. Végül szembeszáll magával Seannal, ami heves harchoz vezet, ami a halálát okozza. | |
| Marty Wilcomb             | Ryan Kitley                             | 7.                    | | Szatmári Attila |
| Joe Mason                 | Ray Austin                              | 7.                    | | |
| Gary Stevens              | Keith Kupferer                          | 7.                    | | |
| Petrovic nyomozó          | Bojana Novakovic Josephine              | 11.                   | | Dögei Éva |
| Paul Staples nyomozó      | Stephen Louis Grush                     | 7.                    | | |
| Wade Henslow              | Spencer Garrett                         | 7.                    | | |
| Charlotte Henslow         | Abby Blankenship                        | 7.                    | | |
| Mrs. Henslow              | Michelle Elise Duffy                    | 7.                    | | Bertalan Ágnes |
| Lamar Garrison            | Bryson Thomas                           | 7.                    | | |
| JoJo McGinnis             | Dominick L. Wilkins                     | 7.                    | | |
| Gregory Barnes            | Will Lidke                              | 7.                    | | |
| Sheri                     | Halie Robinson                          | 7.                    | | |
| Sean O'Neal               | Jefferson White                         | 10.                   | Egy korábbi drogosból lett ifjúsági tanácsadó és Patrick O'Neal CPD-főnök fia. Végül kiderül, hogy pozícióját arra használta, hogy kiskorú lányokat zsákmányoljon, és szexuális kereskedelmet kezdeményezzen, így a hírszerző egység, különösen Upton felügyelete alá került. Végül letartóztatják több vádjával, beleértve a szexuális kereskedelmet és apja meggyilkolását, akit egy erőszakos összecsapás során ölt meg, miután Patrick szembeszállt vele a bűnei miatt. | |
| Deputy Chief Charlie Reid | Shawn Hatosy                            | 12.                   | Az osztály új vezetője, aki különösen érdeklődik Voight őrmester iránt, Voight filozófiájával azonosítja magát rendőrként. | |

## Évados áttekintés
| Évad | Évad | Epizódok | Eredeti sugárzás     | Eredeti sugárzás  | Eredeti adó          | Magyar sugárzás     | Magyar sugárzás     | Magyar adó               |
| Évad | Évad | Epizódok | Évadpremier          | Évadfinálé        | Eredeti adó          | Évadpremier         | Évadfinálé          | Magyar adó               |
| ---- | ---- | -------- | -------------------- | ----------------- | -------------------- | ------------------- | ------------------- | ------------------------ |
|      | 1    | 15       | 2014. január 8.      | 2014. május 21.   |                      | 2014. október 21.   | 2015. augusztus 22. | (1–8. rész) (9–15. rész) |
|      | 2    | 23       | 2014. szeptember 24. | 2015. május 20.   | 2015. augusztus 23.  | 2015. november 8.   |                     |                          |
|      | 3    | 23       | 2015. szeptember 30. | 2016. május 25.   | 2017. június 20.     | 2017. december 4.   |                     |                          |
|      | 4    | 23       | 2016. szeptember 21. | 2017. május 17.   | 2017. december 12.   | 2018. június 26.    |                     |                          |
|      | 5    | 22       | 2017. szeptember 27. | 2018. május 9.    | 2018. július 3.      | 2019. január 14.    |                     |                          |
|      | 6    | 22       | 2018. szeptember 26. | 2019. május 22.   | 2020. szeptember 30. | 2020. október 29.   |                     |                          |
|      | 7    | 20       | 2019. szeptember 25. | 2020. április 15. | 2023. február 14.    | 2023. február 14.   |                     |                          |
|      | 8    | 16       | 2020. november 11.   | 2021. május 26.   | 2021. október 20.    | 2021. november 10.  |                     |                          |
|      | 9    | 22       | 2021. szeptember 22. | 2022. május 25.   | 2022. június 28.     | 2022. augusztus 10. |                     |                          |
|      | 10   | 22       | 2022. szeptember 21. | 2023. május 24.   | 2023. augusztus 4.   | 2023. szeptember 2. |                     |                          |
|      | 11   | 13       | 2024. január 17.     | 2024. május 22.   | 2024. október 2.     | 2024. október 12.   |                     |                          |
|      | 12   | 22       | 2024. szeptember 25. | 2025. május 21.   |                      |                     |                     |                          |
|      | 13   |          | 2025. október 1.     | 2026.             |                      |                     |                     |                          |